# Folk revival americano

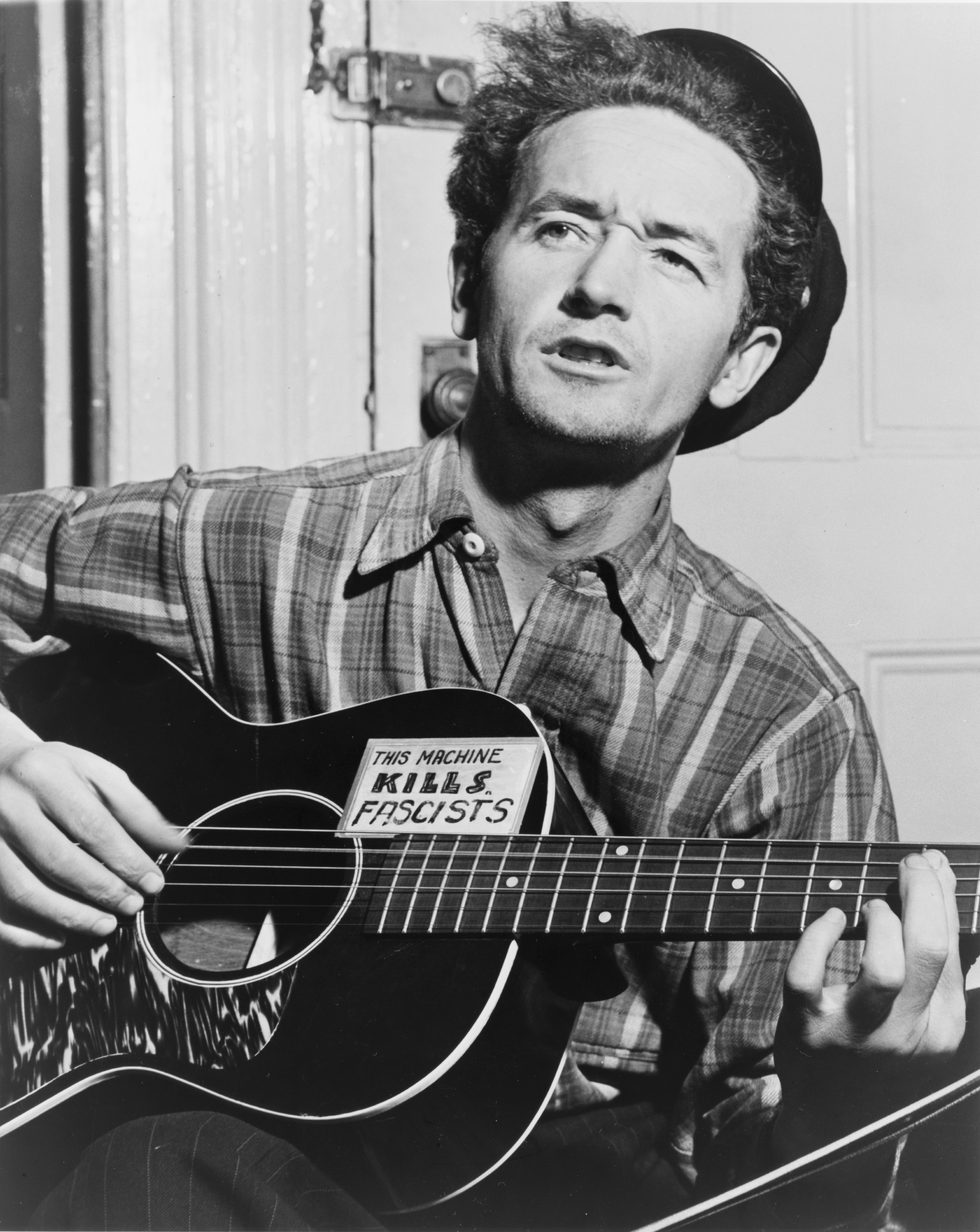
Il cantautore Woody Guthrie emerse nell'Oklahoma della grande depression degli anni '20 sviluppando una poetica sensibile a tematiche ecologiche, sociali e sindacali, and unionization.

Il Folk revival americano, a cui ci si riferisce spesso con l'inglese American folk music revival, iniziò negli anni '40 e raggiunse l'apice della popolarità a metà degli anni '60. Le sue radici sono antecedenti e musicisti come Josh White, Burl Ives, Woody Guthrie, Lead Belly, Big Bill Broonzy, Billie Holiday, Richard Dyer-Bennet, Oscar Brand, Jean Ritchie, John Jacob Niles, Susan Reed, Paul Robeson, Bessie Smith, Ma Rainey e Cisco Houston godettero di una modesta popolarità tra gli anni '30 e 40. Queste forme di revival portarono avanti stili di musica folk americana che in passato avevano contribuito allo sviluppo della musica country e musica western, blues, jazz e poi al rock and roll.

## Storia

### I primi anni e la scena sommersa

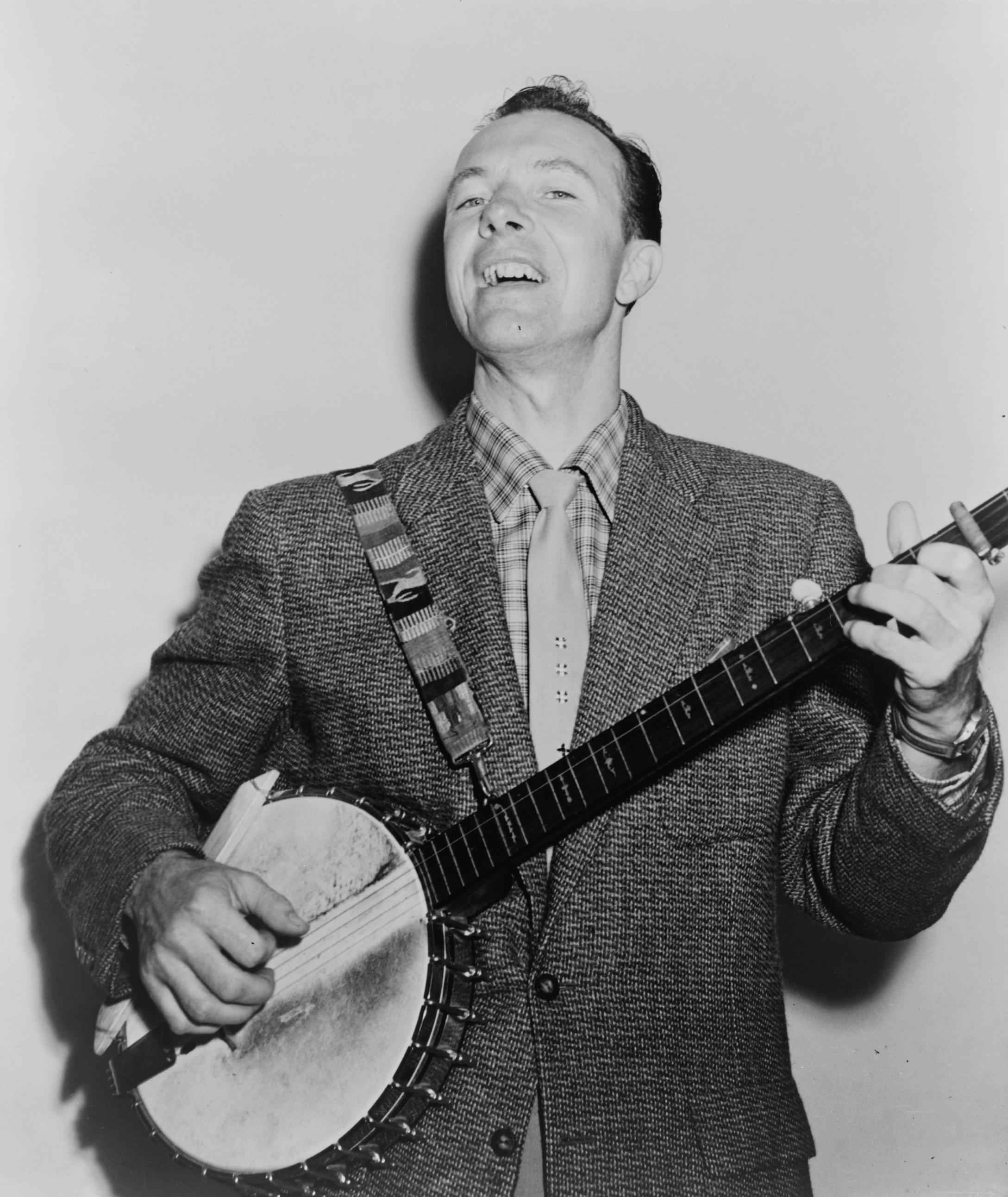
Seeger nel 1955

Nella New York degli anni '40, il folk revival si diffondeva nel risorto interesse per le danze di piazza e le danze folkloriche, sposate da istruttori come Margot Mayo, che diedero visibilità a musicisti come Pete Seeger. Il folk revival più in generale, come fenomeno popolare e commerciale, inizia con la carriera dei The Weavers, formati nel novembre 1948 da membri dell'organizzazione di promozione della musica folk People's Songs come Pete Seeger, Lee Hays, Fred Hellerman e Ronnie Gilbert. La People's Songs, che si sciolse nel 1948-49, era stata un canale di conservazione delle canzoni del movimento operaio (e in particolare, il CIO, che all'epoca era uno dei pochi se non l'unico sindacato integrato razzialmente), e nel 1948 aveva investito tutte le sue risorse nella fallita campagna presidenziale del candidato del Partito Progressista Henry Wallace, un appassionato di musica folk (il suo candidato alla corsa era un cantante-chitarrista di musica country). Hays e Seeger avevano precedentemente cantato insieme nel gruppo attivista politico Almanac Singers, un gruppo che fondarono nel 1941 e che includeva spesso Woody Guthrie, Josh White, Lead Belly, Cisco Houston e Bess Lomax Hawes. Gli Weavers ebbero un grande successo nel 1950 con il singolo di Goodnight, Irene di Lead Belly, che rimase al numero uno nelle classifiche del Billboard per tredici settimane. Questa fu seguita da una serie di canzoni di successo degli Weaver che vendettero milioni, tra cui So Long It's Been Good to Know You" ("Dusty Old Dust") (di Woody Guthrie) e Kisses Sweeter Than Wine. La carriera dei The Weavers si concluse bruscamente quando furono eliminati dal catalogo della Decca Records perché Pete Seeger era stato indicato nella pubblicazione Red Channels come un probabile sovversivo.

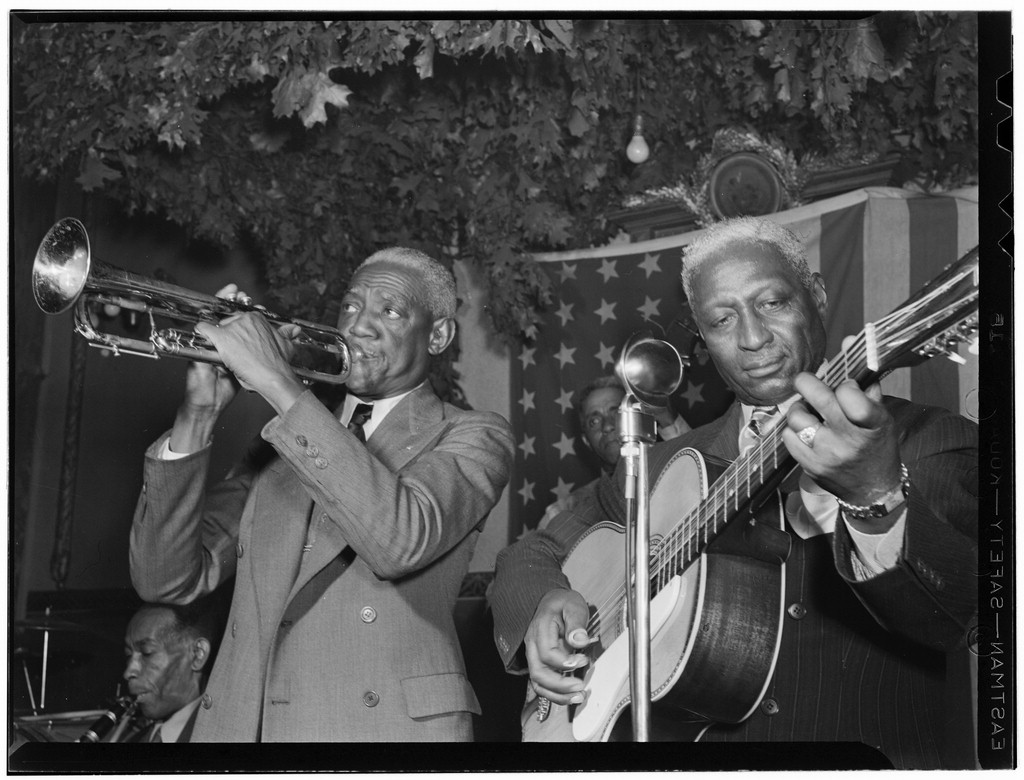
Bunk Johnson, Leadbelly, George Lewis, ed Alcide Pavageau in un concerto del 1946

 Le stazioni radio si rifiutarono così di riprodurre i loro dischi e le sale da concerto annullarono i loro impegni. Un ex dipendente di People's Songs, Harvey Matusow, un ex membro fondatore del Partito Comunista, aveva informato l'FBI che anche gli Weavers erano comunisti, per poi ritrattare in seguito avesse ed ammettere di aver mentito. Pete Seeger e Lee Hays furono chiamati a testimoniare davanti al Commissione per le attività antiamericane della Camera nel 1955. Nonostante questo, un concerto di reunion di Christmas Weaver organizzato da Harold Leventhal nel 1955 fu un successo strepitoso e l'album Vanguard LP di quel concerto, pubblicato nel 1957, fu uno dei più venduti di quell'anno, seguito da altri album di successo.
La musica folk, che spesso portava lo stigma delle associazioni di sinistra durante il Red Scare degli anni '50, fu promossa e divulgata in modo sommerso da una manciata di artisti che pubblicavano dischi. Esclusi dagli sbocchi tradizionali, artisti come Seeger furono limitati a esibirsi nelle scuole e nei campi estivi, e la scena della musica folk divenne un fenomeno associato alla cultura bohémien vagamente ribelle in luoghi come New York (soprattutto Greenwich Village), North Beach e nel college e distretti universitari di città come Chicago, Boston, Denver e altrove.

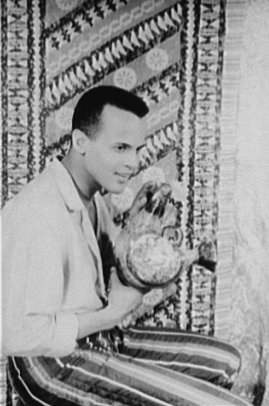
Harry Belafonte nel 1954

Ron Eyerman e Scott Baretta ipotizzano che:
Il blackout mediatico di artisti con presunte simpatie o legami comunisti è stato così efficace che Israel Young, un cronista del Folk Revival degli anni '60, ed è stato attratto dal movimento attraverso un interesse per la danza popolare, ha detto a Ron Eyerman che lui stesso non era a conoscenza per molti anni degli anni '30 e '40 del movimento antecedenti nell'attivismo politico di sinistra.
All'inizio e alla metà degli anni '50, le canzoni folk accompagnate dalla chitarra acustica erano per lo più ascoltate nei caffè, nelle feste private, nei concerti all'aperto e nei cori, hootenanny e ai concerti del campus universitario. Spesso associata al dissenso politico, la musica folk ora si fondeva, in una certa misura, con la cosiddetta scena beatnik; e cantanti devoti alla canzone folk (oltre a materiale originale influenzato dal folk) hanno viaggiato attraverso quello che è stato chiamato "il circuito dei bar" attraverso gli Stati Uniti e il Canada, assieme al cool jazz ed ai Reading di poesie beatnik. Due cantanti del folk degli anni '50 passati al mainstream furono invece Odetta e Harry Belafonte, entrambi i quali hanno cantato materiale Lead Belly e Josh White. Odetta, che si era formata come cantante d'opera, ha eseguito blues tradizionali, spiritual e canzoni di Lead Belly. Belafonte ha avuto successi con materiale calypso giamaicano e la ballata sentimentale simile a una canzone popolare "Scarlet Ribbons" (composta nel 1949).

### L'apice del revival

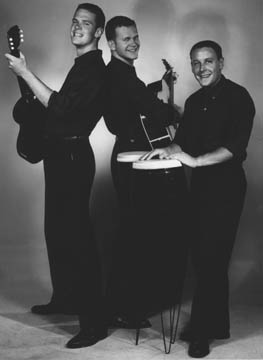
The Kingston Trio nel 1958

Il Kingston Trio, un gruppo originario della costa occidentale, si è ispirato direttamente allo stile degli Weavers ed ha coverizzato parte del loro materiale, che era prevalentemente tradizionale. Il Kingston Trio evitò canzoni apertamente politiche o di protesta e coltivando uno stile pulito e collegiale. Furono scoperti mentre suonavano in un club universitario chiamato Cracked Pot da Frank Werber, che divenne il loro manager ed assicurò loro un contratto con la Capitol Records. Il loro primo successo fu un'accattivante interpretazione di una ballata folk dei vecchi tempi, Tom Dooley, che era stata cantata al concerto funebre di Lead Belly. Questo divenne disco d'oro nel 1958 e vendette più di tre milioni di copie. Il successo dell'album e del singolo valse ai Kingston Trio un Grammy Award come Best Country & Western Performance alla cerimonia inaugurale dei premi nel 1959. A quel tempo, non esisteva alcuna categoria di musica folk nello schema del Grammy. L'anno successivo, in gran parte come risultato dell'album dei Kingston Trio e di "Tom Dooley" la National Academy of Recording Arts and Sciences istituì una categoria folk e il Trio vinse il primo Grammy Award per la migliore registrazione etnica e folk tradizionale per il suo secondo album in studio At Large. Ad un certo punto, il Kingston Trio ha avuto quattro dischi contemporaneamente tra i primi 10 album più venduti per cinque settimane consecutive a novembre e dicembre 1959 secondo la classifica "Top LPs" della rivista Billboard, un record senza pari per più di 50 anni. L'enorme successo commerciale del Kingston Trio, le cui registrazioni tra il 1958 e il 1961 hanno fruttato più di 25 milioni di dollari alla Capitol Records o circa 220 milioni di dollari nel 2021, hanno generato una miriade di gruppi simili come i Brothers Four, Peter, Paul and Mary, The Limeliters, The Chad Mitchell Trio, The New Christy Minstrels e molti altri. Come notato dal critico Bruce Eder nella All Music Guide, la popolarità della versione commercializzata della musica folk rappresentata da questi gruppi ha incoraggiato le case discografiche a firmare, registrare e promuovere artisti con sensibilità più tradizionaliste e politiche.

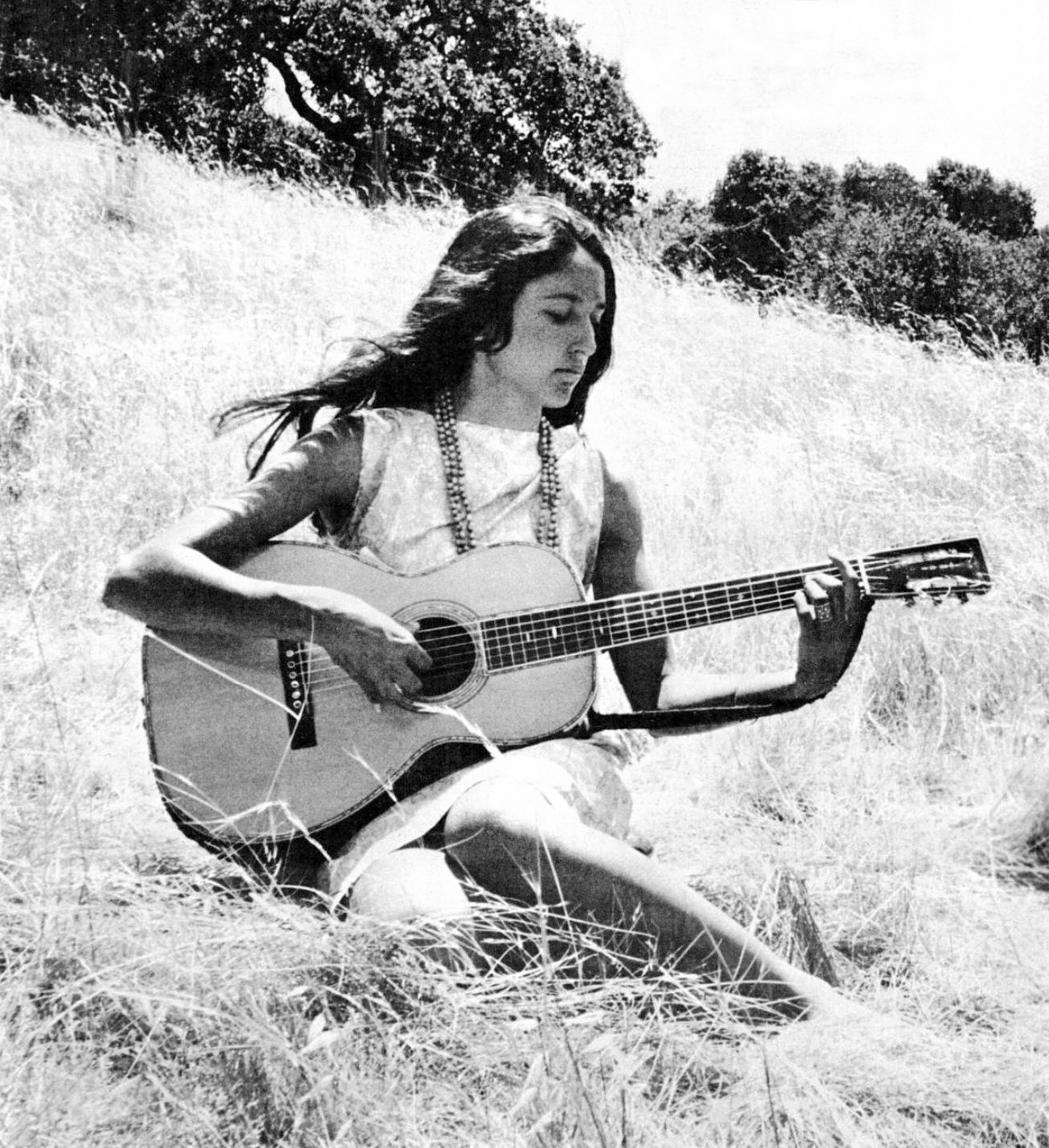
Joan Baez nel 1965

La popolarità del Kingston Trio sarebbe aprì la strada a quella di Joan Baez, il cui album omonimo di debutto, raggiunse la top ten alla fine del 1960 e rimase nelle classifiche di Billboard per oltre due anni. I primi album di Baez contenevano principalmente materiale tradizionale come la ballata scozzese Mary Hamilton, così come molte cover di ballate malinconiche che erano apparse nell'Anthology of American Folk Music di Harry Smith, e tra queste The Wagoner's Lad e The Butcher Boy. Tuttavia, la Baez non imitò lo stile di canto del materiale di partenza, ma usò un tono da soprano con vibrato. La sua popolarità (e quella del revival folk stesso) avrebbe posto Baez sulla copertina della rivista Time nel novembre 1962. Baez, a differenza del Kingston Trio, era apertamente politica e, mentre il movimento per i diritti civili prendeva piede, si schierò con Pete Seeger, Guthrie e altri. Era una delle cantanti, insieme a Seeger, Josh White, Peter, Paul e Mary e Bob Dylan, che apparve alla Marcia su Washington di Martin Luther King del 1963 e cantò We Shall Overcome, una canzone che era stata introdotta dal People's Songs. In quell'occasione era presente anche Harry Belafonte, insieme ad Odetta, che Martin Luther King presentò come "la regina della musica folk", quando cantò Oh, Freedom (Odetta Sings Folk Songs fu uno degli album folk più venduti del 1963). Erano presenti anche gli SNCC Freedom Singers, i cui membri hanno poi formato gli Sweet Honey in the Rock.

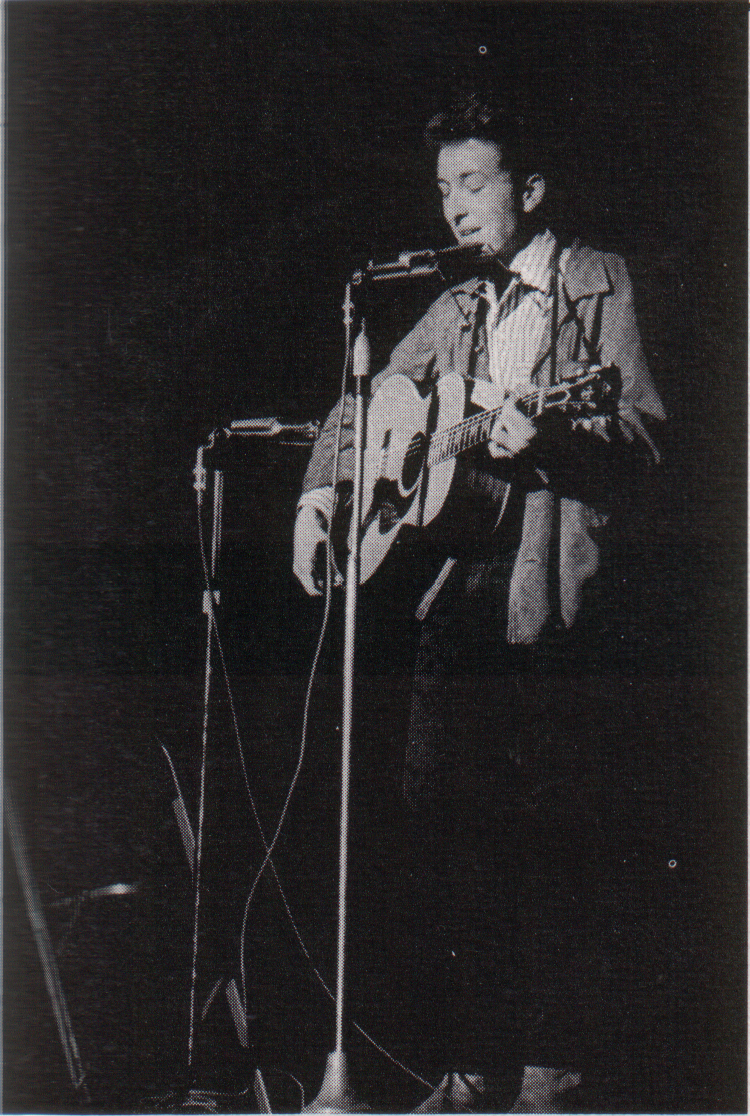
Bob Dylan in un concerto alla St. Lawrence University in New York nel 1963

Il ruolo fondamentale svolto da Freedom Songs nelle campagne di registrazione degli elettori, nelle campagne libertarie e nei sit-in negli stati del sud del Civil Rights Movement della fine degli anni '50 e dell'inizio degli anni '60, ha dato alla musica folk nuova visibilità e prestigio. Il movimento per la pace è stato anche stimolato dall'ascesa della Campagna per il disarmo nucleare nel Regno Unito, che protestava contro i test britannici della bomba H nel 1958, nonché dalla corsa agli armamenti in continua crescita e dalla guerra del Vietnam sempre più impopolare. Il giovane cantautore Bob Dylan, che suonava la chitarra acustica e l'armonica, aveva firmato e registrato con la Columbia dal produttore John Hammond nel 1961. Il disco di Dylan godette di una certa popolarità tra gli appassionati di musica folk del Greenwich Village, ma fu "scoperto" da pubblico notevolmente più grande quando un gruppo di musica pop-folk, Peter, Paul & Mary ebbe successo con una cover della sua canzone Blowin' in the Wind. Peter, Paul & Mary diedero anche risonanza nazionale al brano "If I Had a Hammer" di Pete Seeger e The Weavers, oltre a cover di brani di altri artisti come John Denver.
Non passò molto tempo prima che la categoria della musica folk arrivasse a includere materiale meno tradizionale e creazioni più personali e poetiche di singoli interpreti, che ora si definivano "cantautori". Come risultato del successo commerciale degli artisti folk di alto profilo, le case discografiche iniziarono a produrre e distribuire dischi di una nuova generazione di revival folk e cantautori come Phil Ochs, Tom Paxton, Eric von Schmidt, Buffy Sainte-Marie, Dave Van Ronk, Judy Collins, Tom Rush, Fred Neil, Gordon Lightfoot, Billy Ed Wheeler, John Denver, Arlo Guthrie, Harry Chapin, John Hartford e molti altri. Parte di questa ondata era scaturita dal suonare e cantare brani tradizionali in famiglia. Questi cantanti spesso si vantavano di eseguire materiale tradizionale imitando lo stile dei cantanti delle origini che avevano scoperto, spesso ascoltando la celebre compilation LP di Harry Smith di registrazioni dimenticate di "race" e "hillbilly" incise a 78 giri negli anni '20 e Anni '30, e contenute in Folkways Anthology of American Folk Music  (1951). Alcuni degli artisti che avevano realizzato queste vecchie registrazioni erano ancora in vita ed erano stati "riscoperti" e portati al Newport Folk Festival del 1963 e '64. Uno di questi, Clarence Ashley, ad esempio, introdusse suoi amici ancora attivi nella musica folk tradizionale ai revivalisti del folk, come Doc Watson e The Stanley Brothers.

### Archivisti, collezionisti e ristampe

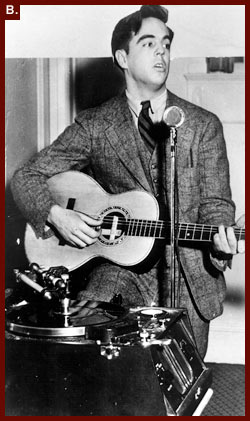
Alan Lomax negli anni '40

Durante gli anni '50, un pubblico sempre crescente di appassionati di musica folk iniziò ad acquistare i dischi dei musicisti tradizionali più anziani delle colline del sud-est e dei centri urbani. Nuovi LP di compilazioni di Race e hillbilly registrati 78 giri negli anni '20 e '30, furono pubblicate dalle principali etichette discografiche. Il mercato in espansione dei dischi LP aumentò così la diffusione di registrazioni di musica folk originariamente realizzate da John e Alan Lomax, da Kenneth S. Goldstein e da altri collezionisti durante l'era del New Deal degli anni '30 e '40. Piccole etichette discografiche, come la Yazoo Records, crebbero per distribuire vecchie registrazioni ristampate e per fare nuove registrazioni degli artisti ancora in vita. Tramite questi canali il pubblico americano bianco urbano degli anni '50 e '60 ascoltò per la prima volta il country blues e in particolare il Delta blues che era stato registrato dagli artisti folk del Mississippi 30 o 40 anni prima.
Nel 1952, la Folkways Records pubblicò l'Anthology of American Folk Music, compilata dall'antropologo e regista sperimentale Harry Smith. L'Antologia comprendeva 84 canzoni di artisti country e blues tradizionali, inizialmente registrate tra il 1927 e il 1932, ed aveva avuto il merito di aver reso accessibile ai musicisti più giovani una grande quantità di materiale prebellico. (The Anthology è stato ripubblicato su CD nel 1997, e Smith è stato tardivamente presentato con un Grammy Award per il suo successo nel 1991.)
Artisti come la Carter Family, Robert Johnson, Blind Lemon Jefferson, Clarence Ashley, Buell Kazee, Uncle Dave Macon, Mississippi John Hurt e gli Stanley Brothers, così come Jimmie Rodgers, il Reverendo Gary Davis e Bill Monroe ottennero così qualcosa più rispetto al semplice riconoscimento a livello regionale o etnico. Il revival rivelò così un'enorme ricchezza e diversità di musiche, che ora venivano diffuse attraverso programmi radiofonici e negozi di dischi.
Anche i rappresentanti ancora viventi di alcune delle varie tradizioni regionali ed etniche, inclusi artisti più giovani come il cantante di musica tradizionale del sud Jean Ritchie, che aveva iniziato a registrare negli anni '40, godettero di una rinascita di popolarità grazie alla scoperta di questa musica da parte degli appassionati e apparivano regolarmente nei festival di musica folk.

### Musica etno-folk
Anche la musica etno-folk di altri paesi ha avuto un boom durante il folk revival americano. Gli artisti etnici di maggior successo del revival furono i cantanti folk del Greenwich Village, The Clancy Brothers e Tommy Makem, che la rivista Billboard ha elencato come l'undicesimo musicista folk più venduto negli Stati Uniti. Il gruppo, composto da Paddy Clancy, Tom Clancy, Liam Clancy e Tommy Makem, cantava prevalentemente canzoni folk irlandesi in lingua inglese e occasionalmente una canzone in gaelico irlandese. Paddy Clancy ha anche fondato e diretto l'etichetta di musica folk Tradition Records, che ha prodotto il primo LP solista di Odetta e ha portato Carolyn Hester alla ribalta nazionale. Pete Seeger ha suonato il banjo nel loro album del 1961, nominato ai Grammy ed intitolato A Spontaneous Performance Recording e Bob Dylan in seguito ha citato il gruppo come uno dei suoi riferimenti. Anche The Clancy Brothers e Tommy Makem hanno anche generarono un boom della musica folk in Irlanda a metà degli anni '60, mettendo in mostra gli effetti a livello mondiale del revival della musica folk americana.
Libri come il popolare best seller, Fireside Book of Folk Songs (1947), che ha contribuito al revival delle canzoni folk, contenevano materiale in lingue diverse dall'inglese, tra cui tedesco, spagnolo, italiano, francese, yiddish e russo. I repertori di Theodore Bikel, Marais and Miranda e Martha Schlamme includevano anche materiale ebraico ed giudaico, oltre all'afrikaans. Il primo grande successo degli Weavers, il rifacimento di "Good Night Irene" di Lead Belly, e un best seller a sé stante, era in ebraico (Tzena, Tzena, Tzena) e sia loro, che più tardi la cantante di discendenza spagnola Joan Baez, includevano occasionalmente materiale in lingua spagnola, così come canzoni dall'Africa, dall'India e da altri paesi.
Il revival della musica folk più commerciale come esisteva nei caffè, nelle sale da concerto, alla radio e alla TV era prevalentemente un fenomeno di lingua inglese, sebbene molti dei principali gruppi pop-folk, come The Kingston Trio, Peter, Paul e Mary , The Chad Mitchell Trio, The Limeliters, The Brothers Four, The Highwaymen e altri, presentavano nelle loro incisioni ed esibizioni, anche canzoni in spagnolo (spesso dal Messico), in lingue polinesiane, in russo, in francese ed in altre lingue. Questi gruppi cantarono anche molte canzoni di origine straniera in tradotte in inglese.

### Il rock sussume il folk
La British Invasion della metà degli anni '60 contribuì a porre fine alla popolarità mainstream della musica folk americana poiché un'ondata di band britanniche travolse la maggior parte della scena musicale americana, incluso il folk. Ironia della sorte, le radici della musica beat e del rhythm and blues britannico erano nel folk americano, ed in particolare in una variante nota come skiffle resa popolare da Lonnie Donegan; tuttavia, l'influenza più evidente dei gruppi della British Invasion che arrivarono negli States era nel rock and roll, e quando questa musica raggiunse gli Stati Uniti assomiglia poco alle sue origini folk.

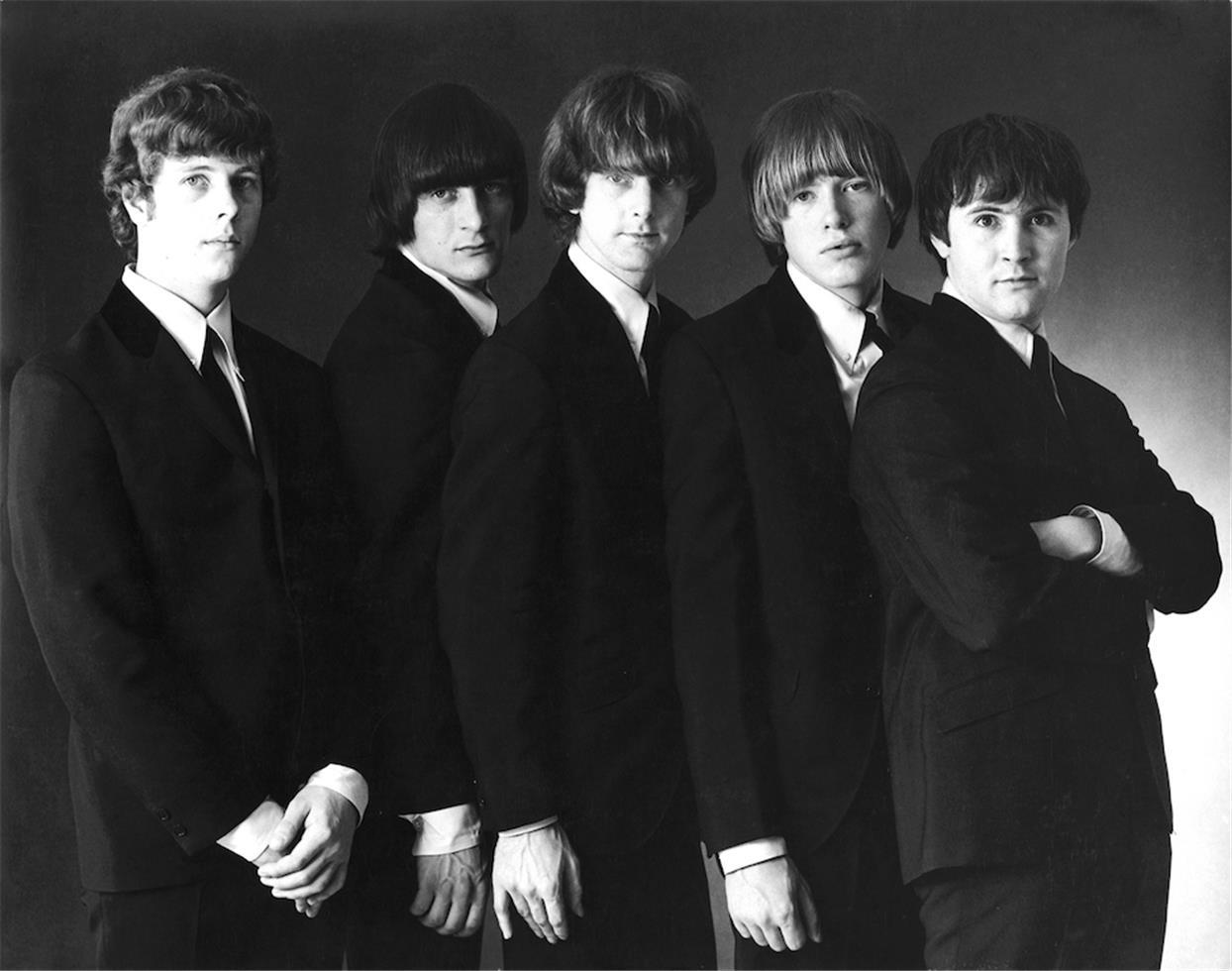
The Byrds nei 1965

Dopo che, nel 1965, Bob Dylan iniziò a registrare con una sezione ritmica rock e strumenti elettrici (vedi la controversia su Electric Dylan), molti altri artisti folk ancora giovani seguirono l'esempio. Nel frattempo, gruppi come The Lovin' Spoonful e The Byrds, i cui singoli membri avevano spesso un background nella scena da bar del folk-revival, stavano ottenendo contratti di registrazione con musica folk suonata con una formazione rock. In poco tempo, l'appetito del pubblico per la musica più acustica del folk revival iniziò a scemare.
Le Hit "crossover" ("canzoni popolari" che sono diventate elementi fondamentali della scena musicale rock) a volte rimasero celebri. Un esempio ben noto è la canzone Hey Joe, protetta da copyright dell'artista folk Billy Roberts, e registrata dal cantante/chitarrista rock Jimi Hendrix proprio mentre stava per divenire celebre nel 1967. L'inno Woodstock, che fu scritto e cantato per la prima volta da Joni Mitchell mentre i suoi dischi erano ancora quasi interamente acustici e mentre era etichettata come "cantante folk", divenne un singolo di successo per Crosby, Stills, Nash & Young quando il gruppo registrò una versione rock completa.

### Eredità
Alla fine degli anni '60, la scena del folk revival era tornata ad essere modesta e per appassionati, sebbene durante questo periodo fossero stati istituiti festival annuali di musica acustica considerevoli in molte parti del Nord America. La scena della musica acustica da bar sopravvisse in scala ridotta. Attraverso i giovani cantautori degli anni '60, il folk revival americano ha influenzato la scrittura di canzoni e gli stili musicali in tutto il mondo.